# Cima Maledia
La Cima Maledia (3061 m s.l.m. - Cime de la Malédie in francese) è una montagna delle Alpi Marittime, al confine tra Italia e Francia.

## Caratteristiche
La montagna si trova nell'alta valle Gesso di Entracque, sullo spartiacque alpino principale. In questa zona lo spartiacque ha una direzione generale E-O, con diverse oscillazioni. Dalla Cima Ovest di Finestra, la dorsale procede in direzione est-nord-est per il monte Gelàs fino alla cima Borello, dove piega in direzione S-E per raggiungere la vetta della cima della Maledia; da qui, la cresta, che prende il nome di serra Pagarì, scende nella stessa direzione fino al passo del Pagarì (2819 m), da dove piega in direzione est per raggiungere cima Pagarì e cima Peirabroc, dove piega ancora in direzione sud-est verso il colle ovest del Clapier ed il monte Clapier. Poco a nord-ovest della vetta, dalla quota 2928, si dirama una cresta secondaria che procede per breve tratto in direzione N-E verso il caire del Muraion, dove si sdoppia: i due rami creano un circo con apertura verso nord-est, al cui interno si trova il ghiacciaio del Muraion.
Altri due ghiacciai scendono dalle pendici della cima Maledia medesima. Il primo, ghiacciaio della Maledia, si trova a nord-est della vetta, nel diedro formato tra la cresta secondaria e la dorsale principale che va verso la cima Borello. Il secondo, ghiacciaio Pagarì, si trova nel circo glaciale a sud-est della vetta, e scende nella conca nella quale si trova il rifugio Pagarì. Quest'ultimo ghiacciaio è indicato come ghiacciaio Maledia nelle vecchie carte IGM.
Poco a nord-ovest della vetta si trova il lago della Maledia, o Lagarot, punto di passaggio per la via normale di salita.
La prima ascensione fu effettuata nel 1895 dall'alpinista francese M. Louis Maubert con la guida Jean-Baptiste Plent, salendo per quella che oggi è la via normale sul versante nord-ovest. Louis Barel, guida alpina del CAF, sostenne però di averla già salita in precedenza da solo; non vi sono però prove di questa sua affermazione.
Dal punto di vista geologico, la montagna appartiene al massiccio cristallino dell'Argentera; in particolare, le rocce che la compongono sono degli gneiss granitoidi biotitici, che localmente passano a graniti microcristallini.
Il nome ha il significato di punta maledetta, e deriva da un'antica leggenda. Secondo tale leggenda, in passato la montagna sarebbe stata oltremodo fertile e ricoperta di boschi, ed era dimora di tre sorelle, Laura, Bice e Lia. Una delle sorelle si oppose però alle avances del signore di Entracque, che le bandì dal suo territorio. Nell'andarsene, le sorelle si volsero verso la montagna e la maledissero; la montagna cambiò il suo nome in Maledia, e negli anni successivi fu ricoperta da nevicate continue, che ne cancellarono i boschi e la trasformarono in un luogo brullo e desolato. È probabile che il toponimo sia stato imposto in epoca medievale dalle autorità ecclesiastiche, nell'ambito di una campagna volta ad allontanare le popolazioni locali da luoghi che in passato avevano ospitato antichi culti precristiani.

## Ascensione alla vetta
La via normale si sviluppa sul versante nord-ovest, a partire dal lago della Maledia (2910 m). Questo è raggiungibile per diversi itinerari, che presentano però tutti difficoltà di tipo alpinistico.
L'itinerario classico dal versante italiano inizia dal rifugio Pagarì e raggiunge il laghetto risalendo il canalino della Maledia: si tratta del diedro compreso tra il circo del Pagarì e la cresta del caire del Muraion. Questo canalino si può risalire direttamente in caso di buon innevamento, o con totale assenza di neve; in situazioni intermedie, vi sono percorsi su cengia sui fianchi del canalino medesimo. La difficoltà di tutti questi percorsi è valutata F+, con difficoltà fino a II+ - III- per i passaggi in roccia.
È possibile raggiungere il lago della Maledia anche dal versante francese, raggiungendo il Pas du Lac Long e da lì traversando in quota sopra il Lac Long, fino ad arrivare ad un canalino che risale al lago. Questo itinerario è raggiungibile anche dal versante italiano, attraverso il passo Pagarì, ed ha difficoltà EE.
Dal lago, si risale un tratto di nevaio, e si supera a piacere uno di tre canalini rocciosi, che portano al pendio detritico che conduce alla vetta. I passaggi in roccia nei canalini hanno difficoltà massima di II+.
Per l'ascensione ci si può appoggiare al rifugio Pagarì sul versante italiano ed al rifugio Nizza su quello francese.

## Citazioni e riferimenti
- Nel romanzo thriller "Golgota" dell'autore cuneese Camillo Parola, si fa riferimento continuo alla Maledia.